# Ark van Mozes
Met de ark van Mozes wordt soms het rieten mandje aangeduid waarin Mozes volgens Exodus 2:3-5 in de Hebreeuwse Bijbel werd gelegd om aan de dood te ontsnappen.

## Etymologie
Het woord "ark" is afgeleid van de term die in de Latijnse Vulgaat werd gebruikt: arca. Dit woord is op zijn beurt weer afgeleid van het Griekse woord in de Septuagint: ἡ κιβωτός, hē kibōtos, "de doos". Deze woorden zijn allemaal vertalingen van het Hebreeuwse woord תֵּבָה, tevāh, waarschijnlijk een leenwoord uit het Egyptisch. Mogelijk is het afgeleid van ḏb3.t, "schrijn" of "kist"; een andere mogelijkheid is een afleiding van tb.t, "doos". De laatste optie wordt door commentatoren als meest waarschijnlijk beschouwd. In oudere Nederlandse Bijbelvertalingen wordt Mozes' ark een "kistje" genoemd, maar moderne vertalingen hebben het over een "mandje".
Het materiaal waarvan de ark was gemaakt wordt aangeduid met het Hebreeuwse woord גֹּ֫מֶא, gome, "papyrusriet" of "kogelbies". In vertalingen wordt daarom gesproken over een "biezen mandje" of "rieten mandje"; de Nieuwe Bijbelvertaling gebruikt "een mand van papyrus".

## Bijbels verhaal
Mozes werd in de ark gelegd toen de Egyptische farao alle Israëlitische jongetjes meteen na de geboorte door aangewezen vroedvrouwen liet ombrengen (Exodus 1:15-16,22). omdat hij bang was dat het snel groeiende aantal Israëlieten een bedreiging voor zijn eigen volk zou worden (Exodus 1:8-10). Dit vond plaats tijdens de 400 jaar slavernij in het Oude Egypte, circa 80 jaar voor de uittocht uit Egypte. Mozes' moeder Jochebed liet haar kind in de ark de Nijl afdrijven, waar het werd opgemerkt door dienaressen van de daar badende dochter van de farao. Niet wetend wie de moeder was, vroeg zij Mozes' moeder zich over het kind te ontfermen. Later werd Mozes door haar als zoon aangenomen en werd hij verder opgevoed aan het hof. Uiteindelijk was hij degene die de Israëlieten uit Egypte leidde naar het Beloofde Land.

## Datering en invloeden
In de vergelijkende godsdienstwetenschap gaat men ervan uit dat het verhaal van de ark van Mozes waarschijnlijk in de 6e eeuw v.Chr. zijn definitieve vorm kreeg. Het werd vrijwel zeker beïnvloed door de legende van Sargon van Akkad, die voorkomt in Nieuw-Assyrische teksten in de periode van de 8e en 7e eeuw v.Chr. Ook Sargon werd in een mandje geplaatst om kindermoord te voorkomen, door de rivier meegenomen en door iemand anders gevonden en opgevoed, waarna hij koning werd.

## Ander gebruik van de term "ark"
Na de uittocht uit Egypte kreeg Mozes van God bevel de ark van het verbond te maken, een met goud beklede kist die de tien geboden zou bevatten en het heiligste voorwerp werd voor de Israëlieten.
De boot waarmee Noach de zondvloed overleefde, wordt ook wel de ark van Noach genoemd.